# Saison 2024-2025 du FC Metz
Maillots
Dernière mise à jour : 30 mai 2025.
Chronologie
Saison précédente Saison suivante
Le FC Metz, joue sa 22e saison en Ligue 2 lors de la saison 2024-2025. Il participe également à la Coupe de France, au cours de laquelle il est éliminé en 32e de finale par l'ESTAC Troyes.

## Matchs amicaux
La saison 2024-2025 du FC Metz débute par 7 matchs amicaux face à l'AS La Jeunesse d'Esch, le FC Villefranche, le Royal Francs-Borains, le SV Wehen Wiesbaden, le UNFP FC, le Torino FC et l'Amiens SC.

Lors de la première trêve internationale, le FC Metz joue un match amical face au FC Mondercange. Lors de la seconde, Metz affronte son club satellite de Belgique, le RFC Seraing. En 2025, lors de la troisième trêve, le FC Metz affronte le RFCU Luxembourg à Metz.

## Faits marquants de la saison
Le 4 juillet 2024, Lazlo Bölöni quitte le FC Metz après deux ans sur le banc du club lorrain marquer par une montée en Ligue 1 lors de la saison 2022-2023, puis d'une descente lors de la saison suivante. Le même jour, le club annonce l'arrivée de Stéphane Le Mignan comme nouveau coach du club.
Le 18 juillet 2024, la star de l'équipe Georges Mikautadze quitte le club pour rejoindre l'Olympique lyonnais contre 18,5M€ (+ bonus).
Le 30 juillet 2024, la pépite de la saison 2023-2024 de Ligue 1 et international Sénégalais Lamine Camara quitte le FC Metz pour rejoindre l'AS Monaco FC.
Le 15 août 2024, Gauthier Hein rejoint le FC Metz pour quatre saisons après son départ de ce dernier en 2020 pour rejoindre l'AJ Auxerre. Il est élu meilleur joueur de Ligue 2 lors de la saison 2023-2024.
Le 23 août 2024, Cheikh Sabaly inscrit le but le plus rapide de l'histoire du championnat de Ligue 2 contre le Rodez AF (but en 8 secondes de jeu).
Le 24 septembre 2024, le FC Metz remporte son match six buts à zéro face au promu du FC Martigues au stade Saint-Symphorien, un score historique pour le club grenat qui n'avait jamais remporté un match en championnat de Ligue 2 sur un tel score. La dernière fois que le FC Metz a battu un adversaire en marquant six buts, c'était en Coupe de France face au club amateur de l'ASC Biesheim au 7ème tour lors de l'édition 2012-2013.
Le 15 octobre 2024, l'attaquant Cheikh Sabaly obtient le trophée UNFP du joueur du mois de Septembre en Ligue 2.
Le 9 janvier 2025, le gardien belge Arnaud Bodart quitte le Standard de Liège et rejoint le club avec un contrat de 6 mois. Il marque la fin d'Alexandre Oukidja au sein des buts du club.
Le 2 mai 2025, après un match nul au Stade Saint-Symphorien face au Rodez AF, le FC Metz termine 3e du championnat à la 33e journée de Ligue 2, laissant le FC Lorient et le Paris FC accéder directement à l’échelon supérieur. Le club grenat devra désormais passer par les barrages pour espérer rejoindre la Ligue 1. Lors du play-off de Ligue 2, le FC Metz affronte l'USL Dunkerque (4e), vainqueur du premier play-off face à l'EA Guingamp (5e). 
Vainqueur de Dunkerque lors du premier play-off sur un but contre son camp de Yacine Bammou, le FC Metz affronte le Stade de Reims lors des barrages pour l'accession à la Ligue 1. À la suite d'un match nul (1-1) au Stade Saint-Symphorien, le FC Metz remporte son dernier match au Stade Auguste-Delaune et accède à la Ligue 1 après sa victoire 3-1 au terme des prolongations.

## Transferts

### Transferts estivaux
Le mercato d'été a lieu du 10 juin au 30 août 2024 en France.
| Nom                  | Nationalité         | Poste     | Transfert           | Provenance/Destination      | Division                    | Réf.   |
| -------------------- | ------------------- | --------- | ------------------- | --------------------------- | --------------------------- | ------ |
| Arrivées             |                     |           |                     |                             |                             |        |
| Georges Mikautadze   | Géorgie             | Attaquant | Transfert (13 M€)   | Ajax Amsterdam              | Eredivisie                  | [ 15 ] |
| Gauthier Hein        | France              | Milieu    | Transfert           | AJ Auxerre                  | Ligue 1                     | [ 5 ]  |
| Benjamin Stambouli   | France              | Milieu    | Transfert libre     | Stade de Reims              | Ligue 1                     | [ 16 ] |
| Alpha Touré          | Sénégal             | Milieu    | Transfert libre     | AS Génération Foot          | Ligue 1                     | [ 17 ] |
| Pape Mamadou Sy      | Sénégal             | Gardien   | Transfert           | RFC Seraing                 | Challenger Pro League       | [ 18 ] |
| Pape Moussa Fall     | Sénégal             | Attaquant | Transfert           | RFC Seraing                 | Challenger Pro League       | [ 18 ] |
| Jessy Deminguet      | France              | Milieu    | Prêt                | RC Strasbourg-Alsace        | Ligue 1                     | [ 19 ] |
| Simon Elisor         | France              | Attaquant | Retour de prêt      | ESTAC Troyes                | Ligue 2                     | [ 20 ] |
| Pape Ndiaga Yade     | Sénégal             | Attaquant | Retour de prêt      | US Quevilly Rouen Métropole | Ligue 2                     |        |
| Xhuliano Skuka       | Albanie             | Attaquant | Retour de prêt      | FK Partizani Tirana         | Kategoria Superiore         |        |
| Ousmane Ba           | Sénégal             | Gardien   | Retour de prêt      | SO Cholet                   | National 1                  |        |
| Morgan Bokele        | Cameroun            | Attaquant | Retour de prêt      | SAS Épinal                  | National 1                  |        |
| Othmane Chraibi      | Maroc               | Milieu    | Retour de prêt      | LB Châteauroux              | National 1                  |        |
| Départs              |                     |           |                     |                             |                             |        |
| Georges Mikautadze   | Géorgie             | Attaquant | Transfert (18,5 M€) | Olympique lyonnais          | Ligue 1                     | [ 3 ]  |
| Lamine Camara        | Sénégal             | Milieu    | Transfert (15 M€)   | AS Monaco                   | Ligue 1                     | [ 21 ] |
| Danley Jean Jacques  | Haïti               | Milieu    | Transfert (1,5 M€)  | Philadelphia Union          | Major League Soccer         | [ 22 ] |
| Papa Ndiaga Yade     | Sénégal             | Attaquant | Transfert libre     | FC Sheriff Tiraspol         | Super Liga                  | [ 23 ] |
| Sami Lahssaini       | Belgique            | Milieu    | Transfert libre     | RAAL La Louvière            | Challenger Pro League       | [ 24 ] |
| Guillaume Dietsch    | France              | Gardien   | Transfert           | FCV Dender EH               | Challenger Pro League       | [ 25 ] |
| Christophe Hérelle   | France              | Défenseur | Transfert           | Bodrum FK                   | Süper Lig                   | [ 26 ] |
| Sofiane Alakouch     | Maroc               | Défenseur | Transfert           | Paris FC                    | Ligue 2                     | [ 27 ] |
| Xhuliano Skuka       | Albanie             | Attaquant | Transfert           | FC Penafiel                 | Liga Portugal 2             | [ 28 ] |
| Arthur Atta          | France              | Milieu    | Prêt avec OA        | Udinese Calcio              | Serie A                     | [ 29 ] |
| Didier Lamkel Zé     | Cameroun            | Attaquant | Fin de prêt         | Hatayspor                   | Süper Lig                   | [ 30 ] |
| Othmane Chraibi      | Maroc               | Milieu    | Prêt                | LB Châteauroux              | National 1                  | [ 31 ] |
| Ousmane Ba           | Sénégal             | Gardien   | Prêt                | RFC Seraing                 | Challenger Pro League       | [ 32 ] |
| Benjamin Tetteh      | Ghana               | Attaquant | Prêt                | NK Maribor                  | Prva liga Telekom Slovenije | [ 33 ] |
| Pape Moussa Fall     | Sénégal             | Attaquant | Prêt                | RFC Seraing                 | Challenger Pro League       | [ 34 ] |
| Maïdine Douane       | Algérie             | Milieu    | Fin de contrat      |                             |                             | [ 35 ] |
| Kévin N'Doram        | France              | Milieu    | Fin de contrat      |                             |                             | [ 36 ] |
| Warren Tchimbembé    | République du Congo | Milieu    | Fin de contrat      |                             |                             | [ 37 ] |
| Marc-Aurèle Caillard | France              | Gardien   | Fin de contrat      |                             |                             | [ 38 ] |
| Oussmane Kébé        | France              | Défenseur | Fin de contrat      |                             |                             | [ 39 ] |

### Transferts hivernaux
Le mercato d'hiver se déroule du 1er au 31 janvier 2025 en France.
| Nom                | Nationalité   | Poste          | Transfert         | Provenance/Destination | Division              | Réf.   |
| ------------------ | ------------- | -------------- | ----------------- | ---------------------- | --------------------- | ------ |
| Arrivées           |               |                |                   |                        |                       |        |
| Idrissa Gueye      | Sénégal       | Attaquant      | Transfert libre   | AS Génération Foot     | Ligue 1               | [ 40 ] |
| Arnaud Bodart      | Belgique      | Gardien de but | Transfert libre   | Standard de Liège      | Jupiler Pro League    | [ 41 ] |
| Urie-Michel Mboula | Gabon         | Défenseur      | Prêt OA           | Şanlıurfaspor          | 1.Lig                 | [ 42 ] |
| Départs            |               |                |                   |                        |                       |        |
| Simon Elisor       | France        | Attaquant      | Transfert (900k€) | FC Famalicão           | Liga Portugal Betclic | [ 43 ] |
| Fali Candé         | Guinée-Bissau | Défenseur      | Prêt OA           | Venezia FC             | Serie A               | [ 44 ] |

## Effectif professionnel actuel
Le premier tableau liste l'effectif professionnel du FC Metz pour la saison 2024-2025. Le second recense les prêts effectués par le club lors de cette même saison.
En grisé, les sélections de joueurs internationaux chez les jeunes mais n'ayant jamais été appelés aux échelons supérieurs une fois l'âge-limite dépassé ou les joueurs ayant pris leur retraite internationale.

## Saison

### En championnat de Ligue 2
Après une descente en barrages face à l'AS Saint-Étienne (4-3 sur l'ensemble des deux matchs), le FC Metz joue sa 22e saison de Ligue 2 de son histoire et commence la compétition face au SC Bastia au Stade Saint-Symphorien.

#### 1ère journée (vsSC Bastia)
Le 19 août 2024, devant 18 585 spectateurs, le FC Metz obtient un point face au SC Bastia lors du premier match de la saison en Ligue 2 après l'ouverture du score du bastiais Amine Boutrah à la 38ème minute suivi bien plus tard de l'égalisation sur coup franc de Ablie Jallow pour les grenats. Le match est globalement dominé par Metz avec 19 tirs (pour 5 cadrés) et 72% de possession.

#### 2ème journée (vs Rodez AF)
Le 23 août 2024, le FC Metz se déplace au stade Paul-Lignon pour affronter le Rodez AF lors de la 2ème journée du championnat. Au bout de 8 secondes de jeu, sur une erreur du gardien de Rodez, Cheikh Sabaly inscrit le premier but de la rencontre pour Metz et par la même occasion le but le plus rapide de l'histoire de la Ligue 2 et du FC Metz. À la 30ème minute de jeu, Cheikh Sabaly inscrit le premier doublé de la saison côté messin sur une passe décisive d'Ibou Sané. 10 minutes plus tard, Koffi Kouao pousse Ahmad Ngouyamsa à marquer contre son camp. Peu de temps avant la mi-temps, l'attaquant Dany Jean accumule deux cartons jaune en 5 minutes, synonyme d'exclusion, Rodez termine le match à 10. En seconde période, à la 54ème minute, Ibou Sané rate le penalty du 4-0. 5 minutes après, Wilitty Younoussa inscrit le premier but de Rodez de la rencontre, le score restera inchangé, le FC Metz remporte le match 3-1 et récolte ses 3 premiers points de la saison.

#### 3ème journée (vs Stade Lavallois)
Le 31 août 2024, le FC Metz reçoit le Stade Lavallois au stade Saint-Symphorien devant 18 369 spectateurs Metz se fait rapidement punir à la suite d'une erreur d'Alexandre Oukidja sur corner, Laval mène 1-0 à la 5ème minute de jeu. Les Messins, par l'intermédiaire de Ismaël Traoré, reviennent au score à la 94ème minute de jeu. Metz reste invaincu à l'issue de cette 3ème journée de Ligue 2.

#### 4ème journée (vs Paris FC)
Le 14 septembre 2024, le FC Metz se déplace sur la pelouse du stade Charléty pour affronter le Paris FC, alors leader du championnat à l'issue de la journée précédente. Devant 10 283 spectateurs, le FC Metz ouvre rapidement le score dès la 13ème minute de jeu par l'intermédiaire de Cheikh Sabaly sur une passe de Pape Amadou Diallo, qui marque son troisième but cette saison, lui qui est déjà le meilleur buteur du club depuis le début de saison. Peu de temps après, c'est Matthieu Udol qui fait le break pour Metz sur une passe d'Ismaël Traoré à la 23ème minute de jeu. Seulement 6 minutes après, le Paris FC réduit l'écart sur un but de Nouha Dicko. Lors de la deuxième mi-temps, Metz tient bon et obtient les trois points de son déplacement à Paris face à un sérieux candidat pour la montée en Ligue 1.

#### 5ème journée (vs FC Lorient)
Le 21 septembre 2024, le FC Metz reçoit le FC Lorient au stade Saint-Symphorien devant 17 970 spectateurs. Après une belle occasion du côté Lorientais, c'est Cheikh Sabaly qui ouvre le score pour les grenats à la 27ème minute de jeu sur une passe décisive de Gauthier Hein, c'est le quatrième but de la saison en cinq matchs pour le Sénégalais. Lors de la deuxième mi-temps, Metz est dominé et craque à la 85ème minute devant Mohamed Bamba qui égalise pour les merlus. À l'issue du match, le FC Metz se trouve cinquième de Ligue 2 à seulement deux points du SC Bastia, leader du championnat pour l'instant. Le FC Metz est toujours invaincu en championnat cette saison.

#### 6ème journée (vs FC Martigues)
Le 24 septembre 2024, le FC Metz reçoit le FC Martigues, l'un des promus cette saison en Ligue 2 qui reste sur une défaite quatre buts à zéro contre le Grenoble Foot 38. Le FC Metz, lui, souhaite remporter son premier match à domicile de la saison devant son public. Après trente-cinq minutes de jeu, c'est Cheikh Sabaly qui ouvre le score sur une mauvaise relance du gardien de Martigues, Jérémy Aymes, et qui inscrit par la même occasion son cinquième but de la saison avec Metz. Seulement deux minutes après, c'est Matthieu Udol sur une passe décisive de Pape Amadou Diallo qui inscrit le deuxième but de la rencontre. Peu de temps avant la mi-temps, Cheikh Sabaly inscrit son deuxième doublé de la saison sur une passe décisive de Matthieu Udol. Trois buts à zéro pour le FC Metz à l'issue de la première période. En deuxième période, le FC Metz continue le festival offensif à la quarante-huitième minute de jeu, Cheikh Sabaly, sur une passe décisive de Simon Elisor, inscrit le premier triplé de sa carrière. À la soixante-dixième minute, c'est Matthieu Udol, sur une énième passe décisive de Simon Elisor qui inscrit son doublé dans ce match. En fin de match, Ibou Sané inscrit son premier but en Ligue 2 sur une passe de Joel Asoro. Le FC Metz remporte largement son match six buts à zéro et passe en tête du championnat avec douze points et valide donc son premier succès à domicile devant 16 675 spectateurs.

#### 7ème journée (vs ESTAC Troyes)
Le 28 septembre 2024, le FC Metz, leader du championnat à l'issue de la journée précédente, se déplace au stade de l'Aube pour affronter l'ESTAC Troyes, alors dernier du championnat de Ligue 2. Auteur d'un début de match maîtriser par la possession, c'est finalement Troyes qui ouvre le score à la 42ème minute du match par Pape Ibnou Ba sur une passe de Cyriaque Irié. En seconde période, Ismaël Traoré s'offre son deuxième but de la saison avec les grenats et égalise donc pour Metz à la 78ème minute, mais sur une faute du capitaine Matthieu Udol lors de la minute suivante, l'ESTAC Troyes obtient un penalty qui sera transformé par Renaud Ripart à la 80ème minute. Le score en restera là, Metz s'incline pour la première fois de la saison face à la lanterne rouge de Ligue 2 malgré une domination net lors du match. Le FC Metz est donc 5ème du championnat à l'issue de cette journée.

#### 8ème journée (vs Amiens SC)
Le 5 octobre 2024, le FC Metz reçoit l'Amiens SC au stade Saint-Symphorien après sa première défaite de la saison le week-end dernier face à l'ESTAC Troyes à l'extérieur. Dès la quinzième minute, après une belle domination, Metz ouvre le score par l'intermédiaire de Gauthier Hein qui inscrit donc son premier but depuis son retour dans son club formateur. Six minutes après, c'est Cheikh Sabaly, meilleur buteur de la saison avec Metz qui inscrit son huitième but de la saison et redevient meilleur buteur de la saison Ligue 2 avec un lob à la suite d'une erreur du gardien d'Amiens, Régis Gurtner. Peu de temps avant la mi-temps, à la quarante-troisième minute de jeu, Gauthier Hein inscrit son doublé sur une passe décisive de Benjamin Stambouli, lui aussi décisif pour la première fois de la saison avec le FC Metz. Antoine Léautey réduit le score peu de temps avant la mi-temps pour Amiens. À la mi-temps, Metz mène donc trois buts à un. En seconde période, Metz se relâche et encaisse le deuxième but amiénois de la part de Kylian Kaïboué mais le club lorrain résiste et s'impose sur le score de trois buts à deux devant 18 279 spectateurs. Metz est quatrième de Ligue 2 à l'issue de la huitième journée.

#### 9ème journée (vs Grenoble Foot 38)
Le FC Metz se déplace au Stade des Alpes face au Grenoble Foot 38 qui démarre bien sa saison de Ligue 2. Après une domination dans la possession de la part des grenats, c'est finalement Grenoble qui ouvre le score via Pape Meïssa Ba après une erreur de relance de la part de Jessy Deminguet à la trente-et-unième minute de jeu. À la mi-temps, Metz est mené un but à zéro à l'extérieur. En deuxième période, le FC Metz pousse, mais ne parvient pas à recoller Grenoble et se fait punir à la toute fin de match par le milieu de terrain Junior Olaitan sur une grosse erreur du gardien Alexandre Oukidja. Le score ne bougera plus, le FC Metz s'incline sur le score de deux buts à zéro et observe le Paris FC, leader de Ligue 2, à six points au-dessus.

#### 10ème journée (vs EA Guingamp)
Le FC Metz reçoit l'EA Guingamp au Stade Saint-Symphorien devant 19 290 spectateurs, ce qui constitue la meilleure affluence à domicile du club lorrain pour l'instant en Ligue 2 cette saison. Le FC Metz est dans l'obligation de remporter ce match pour rester dans la course à la montée à la suite de sa défaite 2-0 à l'extérieur face au Grenoble Foot 38 le week-end dernier. Lors de la première période, Metz et Guingamp se neutralisent et aucune équipe ne parvient à prendre les devants dans un spectacle ennuyeux. C'est lors de la seconde période que les choses bougent avec deux grosses occasions de Cheikh Sabaly qui ne se concrétisent pas jusqu'à soixante-et-onzième minute de jeu où Cheikh Sabaly délivre une belle passe pour Pape Amadou Diallo qui inscrit son premier but avec le FC Metz de la saison. Alexandre Oukidja sauve Metz à la quatre-vingt-cinquième minute de jeu sur un bel arrêt pour permettre au club lorrain de remporter son quatrième match de la saison. Le FC Metz remonte d'une place à l'issue de cette dixième journée de Ligue 2 et se positionne donc à la quatrième place du classement.

#### 11ème journée (vs Red Star FC)
Le FC Metz se déplace à Saint-Ouen-sur-Seine, dans la banlieue de Paris, pour affronter le Red Star FC, promu et champion en titre de National 1 la saison dernière. Avec 160 supporters en parcage visiteur, Metz compte sur une victoire face à une équipe en grande difficulté en ce début de saison avec seulement un point de plus que la lanterne rouge, l'ESTAC Troyes. Les Messins se montrent légèrement dangereux en première période face à un Red Star incapable de construire une tactique de jeu, mais le score reste inchangé à l'issue de ces quarante-cinq premières minutes. Dès la reprise, sur un centre sans danger du latéral Fodé Doucouré, Alexandre Oukidja se rate complètement et réalise une énième erreur qui coute un but au FC Metz. Après quelques occasions sans grand danger, l'arbitre siffle la fin du match. Le FC Metz réalise un match plus que moyen et perd une nouvelle fois des points face à une équipe, sur le papier, abordable. Metz descend de trois places à l'issue de cette onzième journée et se retrouve donc septième de Ligue 2.

#### 12ème journée (vs AC Ajaccio)
Le FC Metz se déplace en Corse au Stade Michel-Moretti pour la 12ème journée de Ligue 2 après avoir totalement raté son match face au Red Star FC lors de la journée précédente. Lors de la première période, Pape Mamadou Sy, alors titulaire pour la première fois de la saison avec son nouveau club, se blesse et cède sa place à Alexandre Oukidja à la vingt-cinquième minute de jeu. Lors de la trente-et-unième minute, sur une passe en retrait totalement raté de Julien Anziani, Gauthier Hein en profite pour inscrire son troisième but de la saison avec les grenats et permet au FC Metz d'ouvrir le score. Lors de la deuxième période, le score restera inchangé, Metz s'offre sa sixième victoire de la saison, dans la douleur, face à l'AC Ajaccio. Le club lorrain remonte à la cinquième place du classement de Ligue 2 à cinq points du leader, le Paris FC.

#### 13ème journée (vs SM Caen)
Le 10 novembre 2024, le FC Metz reçoit le SM Caen au Stade Saint-Symphorien. Après une victoire en Corse face à l'AC Ajaccio, Metz compte rester sur sa bonne dynamique et enchaîner une nouvelle victoire devant son public. En première période et dès la dixième minute de jeu, Maxime Colin se blesse et laisse donc sa place à Kévin Van Den Kerkhof qui dispute son deuxième match sous les couleurs du FC Metz cette saison. L'arbitre réalise plusieurs erreurs, dont un penalty oublié sur Cheikh Sabaly à la vingt-troisième minute de jeu. Quatre minute plus tard, sur une superbe combinaison entre Morgan Bokele, Ablie Jallow et Gauthier Hein, c'est ce dernier qui ouvre le score pour les grenats et inscrit par ailleurs son quatrième but de la saison avec Metz. Bien que légèrement inquiéter par quelques actions des normands, le FC Metz obtient sa deuxième victoire de suite face au SM Caen et se positionne à la quatrième place de Ligue 2 à la fin de cette treizième journée à seulement trois points du leader, le Paris FC.

#### 14ème journée (vs Clermont Foot 63)
Le 22 novembre 2024, le FC Metz se déplace à Clermont-Ferrand, au Stade Gabriel-Montpied. En cas de victoire, Metz peut obtenir le même nombre de points que l'actuel leader, le Paris FC, en attendant le match de ce dernier face au FC Annecy. Dès la quatorzième minute de jeu, sur un coup franc de Baïla Diallo, Mehdi Baaloudj inscrit son deuxième but de la saison en Ligue 2 et permet par la même occasion aux Clermontois de mener un but à zéro dans ce début de match. À la vingt-septième minute, sur un joli travail de Jessy Deminguet, Simon Elisor parvient à servir Ibou Sané qui inscrit le but de l'égalisation pour les messins. Malgré une fin de match poussif de la part des joueurs du FC Metz, le score restera inchangé en cette fin de rencontre. Le FC Metz obtient un point de son déplacement à Clermont et reste à la quatrième place du classement de Ligue 2 à l'issue de cette quatorzième journée.

#### 15ème journée (vs USL Dunkerque)
Le 09 décembre 2024, le FC Metz reçoit l'USL Dunkerque, alors auteur d'un très bon début de saison pour son dernier match de la mi-saison de Ligue 2 à domicile. C'est la première fois depuis 57 ans que les deux clubs se rencontrent dans ce championnat. Lors de la première période, Metz et Dunkerque se neutralisent sur un score nul et vierge jusqu'à la mi-temps. Lors de la seconde période, le FC Metz se montre bien plus dangereux. C'est à la 88e minute de jeu que tout se débloque ; sur une faute de Ugo Raghouber, le FC Metz obtient un penalty qui sera transformé par Gauthier Hein. À la suite d'une mauvaise sortie du gardien, Benjamin Stambouli en profite pour délivrer une jolie passe à Joel Asoro qui inscrit son premier but en Ligue 2 cette saison. Le FC Metz s'impose deux buts à zéro face à l'USL Dunkerque et se retrouve à la 3e place du championnat de Ligue 2 à l'issue de cette journée.

#### 16ème journée (vs FC Annecy)
Le FC Metz se déplace en Savoie pour cette 16e journée de Ligue 2 en affrontant le FC Annecy, qui réalise un jolie début de saison. Le FC Annecy se montre rapidement dangereux et domine les Messins lors de cette première période. À la 32e minute de jeu, Jessy Deminguet reste au sol et se voit contraint de céder sa place au jeune Alpha Touré à la suite d'une blessure au genou. Malgré une seconde période bien plus en l'avantage des grenats, le FC Metz et le FC Annecy se neutralisent sur un score nul et vierge à la fin de la rencontre. Metz termine cette année 2024 en Ligue 2 à la 4e position, à quatre points du leader : le FC Lorient.

### En Coupe de France

#### 7e tour (vs FCSR Obernai)
C'est lors du 7e tour de la compétition que le FC Metz rentre en Coupe de France. Lors de ce tour, Metz tire le FCSR Obernai (club de Régional 2) et se déplace donc à l'extérieur, en Alsace. C'est une rencontre historique pour le club alsacien qui attire 3 000 spectateurs (capacité maximum autorisé par la FFF pour ce match), cependant, les supporters du FC Metz ne se rendent pas au match à la suite d'un arrêté préfectoral dû à la rivalité avec le RC Strasbourg-Alsace. Le parcage de 150 places reste donc fermé à l'occasion de ce match. Lors de la première période, le FC Metz domine largement mais ne parvient pas à marquer. Il faut attendre la soixante-cinquième minute de jeu pour voir le premier but des grenats sur un coup franc de Gauthier Hein pour Ibou Sané. À la soixante-douzième minute de jeu, c'est Simon Elisor qui inscrit son premier but de la saison avec Metz sur une passe de Jessy Deminguet. Enfin, en toute fin de match, c'est Sadibou Sané qui inscrit un jolie but sur une reprise du pied droit après un corner de Malick Mbaye. Le FC Metz s'impose trois buts à zéro face au FCSR Obernai et se qualifie logiquement pour le 8e tour de la Coupe de France.

#### 8e tour (vs US Raon)
Pour le 8e tour de la Coupe de France, le FC Metz se rend dans les Vosges, en Lorraine, sur le terrain de l'US Raon, pensionnaire de National 3. Lors de la première période, Metz  fait tourner le ballon sans pour autant être dangereux. C'est à la trente-quatrième minute de jeu que le jeu se débloque ; sur un centre de Matthieu Udol, Jessy Deminguet trompe la gardien vosgien et inscrit par la même occasion son premier but de la saison avec les couleurs grenat. Le score restera inchangé jusqu'à la fin de la partie sans de réelles occasions du côté du FC Metz ou de l'US Raon. Le FC Metz file en 1/32ème de finale de la Coupe de France sans briller face à une équipe vosgienne courageuse.

#### 32ede finale (vs ESTAC Troyes)
Pour ce 32e de finale de Coupe de France, le FC Metz se déplace sur le terrain d'un autre club de Ligue 2 ; l'ESTAC Troyes. En première période, le FC Metz sombre rapidement et rentre difficilement dans son match. À la 27e minute, sur une erreur défensive de Sadibou Sané, l'ESTAC Troyes ouvre le score par l'intermédiaire de Renaud Ripart qui trompe Alexis Mirbach malgré la sortie de ce dernier. En seconde période, Troyes pousse et passe proche du break. À la 70e minute de jeu, l'ESTAC inscrit le second but de la rencontre par Cyriaque Irie. Lors de la 84e minute, malgré une parade de Alexis Mirbach, Renaud Ripart inscrit le troisième et dernier but du match. Le FC Metz s'incline lourdement face à l'ESTAC Troyes et se voit donc éliminé rapidement de la Coupe de France en 32e de finale.

## Compétitions

### Championnats

#### Classement
| Rang | Équipe             | Pts | J  | G  | N  | P  | Bp | Bc | Diff | Promotion ou relégation                  |
| ---- | ------------------ | --- | -- | -- | -- | -- | -- | -- | ---- | ---------------------------------------- |
| 1    | FC Lorient R       | 71  | 34 | 22 | 5  | 7  | 68 | 31 | +37  | Promotion en Ligue 1                     |
| 2    | Paris FC           | 69  | 34 | 21 | 6  | 7  | 55 | 33 | +22  | Promotion en Ligue 1                     |
| 3    | FC Metz R          | 65  | 34 | 18 | 11 | 5  | 64 | 34 | +30  | Participation aux barrages de promotion  |
| 4    | USL Dunkerque      | 56  | 34 | 17 | 5  | 12 | 47 | 40 | +7   | Participation aux barrages de promotion  |
| 5    | EA Guingamp        | 55  | 34 | 17 | 4  | 13 | 57 | 45 | +12  | Participation aux barrages de promotion  |
| 6    | FC Annecy          | 51  | 34 | 14 | 9  | 11 | 42 | 43 | −1   |                                          |
| 7    | Stade lavallois    | 50  | 34 | 14 | 8  | 12 | 44 | 38 | +6   |                                          |
| 8    | SC Bastia          | 48  | 34 | 11 | 15 | 8  | 43 | 37 | +6   |                                          |
| 9    | Grenoble Foot 38   | 46  | 34 | 13 | 7  | 14 | 43 | 44 | −1   |                                          |
| 10   | ES Troyes AC       | 44  | 34 | 13 | 5  | 16 | 36 | 34 | +2   |                                          |
| 11   | Amiens SC          | 43  | 34 | 13 | 4  | 17 | 38 | 50 | −12  |                                          |
| 12   | AC Ajaccio         | 42  | 34 | 12 | 6  | 16 | 30 | 42 | −12  |                                          |
| 13   | Pau FC             | 42  | 34 | 10 | 12 | 12 | 39 | 53 | −14  |                                          |
| 14   | Rodez AF           | 39  | 34 | 9  | 12 | 13 | 56 | 54 | +2   |                                          |
| 15   | Red Star FC P      | 38  | 34 | 9  | 11 | 14 | 37 | 51 | −14  |                                          |
| 16   | Clermont Foot 63 R | 33  | 34 | 7  | 12 | 15 | 30 | 46 | −16  | Participation aux barrages de relégation |
| 17   | FC Martigues P     | 32  | 34 | 9  | 5  | 20 | 29 | 56 | −27  | Relégation en National                   |
| 18   | SM Caen            | 22  | 34 | 5  | 7  | 22 | 31 | 58 | −27  | Relégation en National                   |

#### Résultats par journée
| Journée   | 01  | 02 | 03 | 04 | 05 | 06  | 07 | 08 | 09 | 10 | 11 | 12 | 13 | 14 | 15 | 16 | 17 | 18 | 19 | 20 | 21 | 22 | 23 | 24 | 25 | 26 | 27 | 28 | 29 | 30 | 31 | 32 | 33 | 34 |
| --------- | --- | -- | -- | -- | -- | --- | -- | -- | -- | -- | -- | -- | -- | -- | -- | -- | -- | -- | -- | -- | -- | -- | -- | -- | -- | -- | -- | -- | -- | -- | -- | -- | -- | -- |
| Terrain   | D   | E  | D  | E  | D  | D   | E  | D  | E  | D  | E  | E  | D  | E  | D  | E  | D  | E  | D  | D  | E  | D  | E  | D  | E  | D  | E  | D  | E  | E  | D  | E  | D  | E  |
| Résultats | N   | V  | N  | V  | N  | V   | D  | V  | D  | V  | D  | V  | V  | N  | V  | N  | N  | N  | V  | V  | N  | V  | V  | D  | V  | V  | V  | V  | N  | V  | N  | D  | N  | V  |
| Points    | 1   | 3  | 1  | 3  | 1  | 3   | 0  | 3  | 0  | 3  | 0  | 3  | 3  | 1  | 3  | 1  | 1  | 1  | 3  | 3  | 1  | 3  | 3  | 0  | 3  | 3  | 3  | 3  | 1  | 3  | 1  | 0  | 1  | 3  |
| Place     | 11e | 4e | 8e | 5e | 5e | 1er | 5e | 4e | 5e | 4e | 7e | 5e | 4e | 4e | 3e | 3e | 4e | 4e | 2e | 2e | 3e | 3e | 2e | 4e | 3e | 3e | 2e | 2e | 3e | 3e | 3e | 3e | 3e | 3e |

## Bilan de la saison
- Premier but de la saison :  Ablie Jallow   98e contre le SC Bastia (1 - 1), le 19 août 2024 (1re journée).
- Premier but sur penalty :  Gauthier Hein   90e (pen.) contre l'USL Dunkerque (2 - 0), le 9 décembre 2024 (15e journée).
- Premier doublé :   Cheikh Sabaly   1re   30e contre Rodez AF (1 - 3), le 23 août 2024
- But le plus rapide d'une rencontre :  Cheikh Sabaly   1re contre le Rodez AF (0 - 1), le 23 août 2024 (1re journée).
- But le plus tardif d'une rencontre :  Ablie Jallow   98e contre le SC Bastia (1 - 1), le 19 août 2024
- Plus grand nombre de buts marqué contre l’adversaire : 6 buts
  - 6 - 0 contre le FC Martigues, le 24 septembre 2024 (6e journée).
- Plus grand nombre de buts marqué par l’adversaire : 3 buts
  - 3 - 3 contre le Rodez AF , le 02 mai 2025 (33e journée).
- Plus grand nombre de buts marqués dans une rencontre : 6 buts
  - 6 - 0 contre le FC Martigues, le 24 septembre 2024 (6e journée).
- Plus large victoire à domicile : 6 - 0 contre le FC Martigues, le 24 septembre 2024 (6e journée).
- Plus large défaite à domicile : 0 - 1 contre l'AC Ajaccio, le 22 février 2025 (24e journée).
- Plus large victoire à l'extérieur : 0 - 3 contre l'EA Guingamp, le 15 février 2025 (23e journée).
- Plus large défaite à l'extérieur : 2 - 0 contre le Grenoble Foot 38, le 18 octobre 2024  (9e journée).
- Meilleur classement de la saison en Ligue 2 : 1er  (6e journée).
- Moins bon classement de la saison en Ligue 2 : 11e (1re journée).
- Plus grande affluence à domicile : 25302 spectateurs contre le Rodez AF (3-3), le 2 mai 2025 (33e journée).
- Plus petite affluence à domicile : 16675 spectateurs contre le FC Martigues (6-0), le 24 septembre 2024 (6e journée).

Mis à jour le 3 mai 2025.

## Affluence

### Affluences match par match
Ce graphique représente le nombre de spectateurs (en milliers) lors de chaque rencontre à domicile du FC Metz au Stade Saint-Symphorien.
Total de 329 280 spectateurs en 17 matchs à domicile (environ 19 369/match) en Ligue 2.
Total de 50 877 spectateur en 2 matchs à domicile (25 438/match) en Play-off.
Total de 0 spectateur en 0 match à domicile (0/match) en Coupe de France.

### Plus grosses affluences de la saison au Stade Saint-Symphorien
| Rang | Adversaire   | Journée/Tour | Date            | Affluence |
| 1    | Rodez AF     | J33          | 2 mai 2025      | 25 302    |
| 2    | Red Star FC  | J31          | 19 avril 2025   | 22 369    |
| 3    | ESTAC Troyes | J28          | 28 mars 2025    | 22 076    |
| 4    | AC Ajaccio   | J24          | 22 février 2025 | 21 681    |
| 5    | Paris FC     | J19          | 18 janvier 2025 | 19 526    |

### Plus faibles affluences de la saison au Stade Saint-Symphorien
| Rang | Match            | Journée/Tour | Date              | Affluence |
| 1    | FC Martigues     | J6           | 24 septembre 2024 | 16 675    |
| 2    | Grenoble Foot 38 | J20          | 24 janvier 2025   | 17 231    |
| 3    | Clermont Foot 63 | J22          | 08 février 2025   | 17 886    |
| 4    | USL Dunkerque    | J15          | 09 décembre 2024  | 17 897    |
| 5    | FC Lorient       | J5           | 21 septembre 2024 | 17 970    |

## Statistiques
| Compétition     | Débute au tour | Termine       | Matches joués | Gagnés | Nuls | Perdus | Buts pour | Buts contre | Différence |
| --------------- | -------------- | ------------- | ------------- | ------ | ---- | ------ | --------- | ----------- | ---------- |
| Ligue 2         | J1             | J34           | 34            | 18     | 11   | 5      | 64        | 34          | +30        |
| Coupe de France | 7e tour        | 32e de finale | 3             | 2      | 0    | 1      | 4         | 3           | +1         |
| Play-off        | Play-off L2    | Vainqueur     | 3             | 2      | 1    | 0      | 5         | 2           | +1         |
| Total           | -              | -             | 40            | 22     | 12   | 6      | 73        | 40          | +33        |

### Classement des buteurs et des passeurs du FC Metz.
| Rang | Joueur             | L2 | CDF | PO | Total |
| ---- | ------------------ | -- | --- | -- | ----- |
| 1    | Cheikh Sabaly      | 15 |     |    | 15    |
| 2    | Gauthier Hein      | 12 |     | 1  | 13    |
| 3    | Pape Amadou Diallo | 7  |     |    | 7     |

| Rang | Joueur             | L2 | CDF | PO | Total |
| ---- | ------------------ | -- | --- | -- | ----- |
| 1    | Matthieu Udol      | 7  | 1   |    | 8     |
| 2    | Gauthier Hein      | 6  | 1   | 1  | 8     |
| 3    | Pape Amadou Diallo | 4  |     | 1  | 5     |

En italique, les joueurs partis en cours de saison.

### Statistiques individuelles
Ce tableau comprend les statistiques de tous les joueurs dans le groupe professionnel du FC Metz cette saison.
(Mis à jour le 30 mai 2025)
| N° | P. | Nat. | Nom                   | Championnat | Championnat | Championnat | Championnat    | Championnat | Championnat  | Coupe de France | Coupe de France | Coupe de France | Coupe de France | Coupe de France | Coupe de France | Play-offs | Play-offs | Play-offs   | Play-offs      | Play-offs | Play-offs    | Total | Total | Total       | Total          | Total  | Total        |
| N° | P. | Nat. | Nom                   | M.j.        | Min.        | But inscrit | Passe décisive | Averti      | Carton rouge | M.j.            | Min.            | But inscrit     | Passe décisive  | Averti          | Carton rouge    | M.j.      | Min.      | But inscrit | Passe décisive | Averti    | Carton rouge | M.j.  | Min.  | But inscrit | Passe décisive | Averti | Carton rouge |
| -- | -- | ---- | --------------------- | ----------- | ----------- | ----------- | -------------- | ----------- | ------------ | --------------- | --------------- | --------------- | --------------- | --------------- | --------------- | --------- | --------- | ----------- | -------------- | --------- | ------------ | ----- | ----- | ----------- | -------------- | ------ | ------------ |
| 1  | G  |      | Alexis Mirbach        | 0           | 0'          | 0           | 0              | 0           | 0            | 3               | 270'            | 0               | 0               | 0               | 0               | 0         | 0'        | 0           | 0              | 0         | 0            | 3     | 270'  | 0           | 0              | 0      | 0            |
| 2  | D  |      | Maxime Colin          | 16          | 608'        | 0           | 0              | 3           | 0            | 1               | 74'             | 0               | 0               | 0               | 0               | 1         | 17'       | 0           | 0              | 0         | 0            | 18    | 699'  | 0           | 0              | 3      | 0            |
| 3  | D  |      | Matthieu Udol         | 31          | 2790'       | 4           | 7              | 6           | 0            | 3               | 270'            | 0               | 1               | 0               | 0               | 3         | 300'      | 2           | 0              | 0         | 0            | 37    | 3360' | 6           | 8              | 6      | 0            |
| 4  | D  |      | Urie-Michel Mboula    | 10          | 880'        | 0           | 0              | 2           | 0            | 0               | 0'              | 0               | 0               | 0               | 0               | 3         | 300'      | 0           | 0              | 1         | 0            | 13    | 1180' | 0           | 0              | 3      | 0            |
| 6  | M  |      | Joseph Nduquidi       | 10          | 415'        | 0           | 0              | 1           | 0            | 2               | 29'             | 0               | 0               | 0               | 0               | 0         | 0'        | 0           | 0              | 0         | 0            | 12    | 444'  | 0           | 0              | 1      | 0            |
| 7  | M  |      | Gauthier Hein         | 33          | 2951'       | 12          | 6              | 5           | 0            | 3               | 257'            | 0               | 1               | 0               | 0               | 3         | 300'      | 1           | 1              | 1         | 0            | 39    | 3508' | 13          | 8              | 6      | 0            |
| 8  | D  |      | Ismaël Traoré         | 19          | 1664'       | 2           | 1              | 2           | 0            | 1               | 90'             | 0               | 0               | 0               | 0               | 0         | 0'        | 0           | 0              | 0         | 0            | 20    | 1754' | 2           | 1              | 2      | 0            |
| 9  | A  |      | Ibou Sané             | 22          | 760'        | 2           | 1              | 3           | 0            | 2               | 158'            | 1               | 0               | 0               | 0               | 0         | 0'        | 0           | 0              | 0         | 0            | 24    | 918'  | 3           | 1              | 3      | 0            |
| 10 | A  |      | Papa Amadou Diallo    | 28          | 1740'       | 7           | 4              | 0           | 0            | 2               | 110'            | 0               | 0               | 0               | 0               | 3         | 140'      | 0           | 1              | 0         | 0            | 33    | 1990' | 7           | 5              | 0      | 0            |
| 12 | M  |      | Alpha Touré           | 16          | 708'        | 0           | 0              | 2           | 0            | 2               | 180'            | 0               | 0               | 0               | 0               | 3         | 154'      | 1           | 0              | 0         | 0            | 21    | 1042' | 1           | 0              | 2      | 0            |
| 14 | A  |      | Cheikh Sabaly         | 33          | 2604'       | 15          | 3              | 1           | 0            | 1               | 90'             | 0               | 0               | 0               | 0               | 3         | 257'      | 0           | 0              | 0         | 0            | 37    | 2951' | 15          | 3              | 1      | 0            |
| 15 | D  |      | Aboubacar Lô          | 16          | 1047'       | 0           | 0              | 4           | 0            | 3               | 270'            | 0               | 0               | 0               | 0               | 0         | 0'        | 0           | 0              | 0         | 0            | 19    | 1317' | 0           | 0              | 4      | 0            |
| 16 | G  |      | Alexandre Oukidja     | 16          | 1415'       | 0           | 0              | 0           | 0            | 0               | 0'              | 0               | 0               | 0               | 0               | 0         | 0'        | 0           | 0              | 0         | 0            | 16    | 1415' | 0           | 0              | 0      | 0            |
| 17 | M  |      | Lilian Raillot        | 0           | 0'          | 0           | 0              | 0           | 0            | 0               | 0'              | 0               | 0               | 0               | 0               | 0         | 0'        | 0           | 0              | 0         | 0            | 0     | 0'    | 0           | 0              | 0      | 0            |
| 18 | A  |      | Idrissa Gueye         | 17          | 1110'       | 5           | 1              | 2           | 0            | 0               | 0'              | 0               | 0               | 0               | 0               | 3         | 86'       | 0           | 0              | 0         | 0            | 20    | 1196' | 5           | 1              | 2      | 0            |
| 19 | A  |      | Morgan Bokele         | 28          | 785'        | 3           | 3              | 2           | 0            | 3               | 146'            | 0               | 1               | 0               | 0               | 3         | 215'      | 0           | 0              | 0         | 0            | 33    | 1071' | 3           | 4              | 2      | 0            |
| 20 | M  |      | Jessy Deminguet       | 30          | 2404'       | 1           | 3              | 3           | 0            | 2               | 167'            | 1               | 1               | 1               | 0               | 3         | 219'      | 0           | 0              | 1         | 0            | 35    | 2790' | 2           | 4              | 5      | 0            |
| 21 | M  |      | Benjamin Stambouli    | 26          | 2124'       | 1           | 2              | 2           | 0            | 2               | 164'            | 0               | 0               | 0               | 0               | 3         | 227'      | 0           | 0              | 0         | 0            | 31    | 2515' | 1           | 2              | 2      | 0            |
| 22 | D  |      | Kévin Van Den Kerkhof | 14          | 516'        | 2           | 3              | 3           | 0            | 1               | 83'             | 0               | 0               | 0               | 0               | 3         | 143'      | 0           | 0              | 0         | 0            | 18    | 742'  | 2           | 3              | 3      | 0            |
| 23 | A  |      | Édouard Soumah-Abbad  | 0           | 0'          | 0           | 0              | 0           | 0            | 0               | 0'              | 0               | 0               | 0               | 0               | 0         | 0'        | 0           | 0              | 0         | 0            | 0     | 0'    | 0           | 0              | 0      | 0            |
| 29 | G  |      | Arnaud Bodart         | 17          | 1463'       | 0           | 0              | 0           | 0            | 0               | 0'              | 0               | 0               | 0               | 0               | 0         | 0'        | 0           | 0              | 0         | 0            | 17    | 1463' | 0           | 0              | 0      | 0            |
| 33 | A  |      | Joseph Mangondo       | 4           | 77'         | 0           | 1              | 0           | 0            | 2               | 31'             | 0               | 0               | 0               | 0               | 0         | 0'        | 0           | 0              | 0         | 0            | 6     | 108'  | 0           | 1              | 0      | 0            |
| 34 | M  |      | Ismaël Guerti         | 1           | 15'         | 0           | 0              | 0           | 0            | 0               | 0'              | 0               | 0               | 0               | 0               | 0         | 0'        | 0           | 0              | 0         | 0            | 1     | 15'   | 0           | 0              | 0      | 0            |
| 36 | M  |      | Ablie Jallow          | 29          | 1680'       | 5           | 1              | 1           | 0            | 1               | 45'             | 0               | 0               | 0               | 0               | 3         | 64'       | 0           | 0              | 0         | 0            | 33    | 1789' | 5           | 1              | 1      | 0            |
| 38 | D  |      | Sadibou Sané          | 25          | 2199'       | 0           | 0              | 6           | 0            | 2               | 180'            | 1               | 0               | 1               | 0               | 3         | 300'      | 0           | 0              | 1         | 0            | 30    | 2679' | 1           | 0              | 8      | 0            |
| 39 | D  |      | Koffi Kouao           | 29          | 2352'       | 0           | 3              | 5           | 0            | 2               | 106'            | 0               | 0               | 0               | 0               | 3         | 278'      | 0           | 0              | 1         | 0            | 34    | 2736' | 0           | 3              | 6      | 0            |
| 44 | D  |      | Charles Divialle      | 0           | 0'          | 0           | 0              | 0           | 0            | 0               | 0'              | 0               | 0               | 0               | 0               | 0         | 0'        | 0           | 0              | 0         | 0            | 0     | 0'    | 0           | 0              | 0      | 0            |
| 61 | G  |      | Pape Mamadou Sy       | 3           | 182'        | 0           | 0              | 0           | 0            | 0               | 0'              | 0               | 0               | 0               | 0               | 3         | 300'      | 0           | 0              | 0         | 0            | 6     | 482'  | 0           | 0              | 0      | 0            |
| 99 | A  |      | Joel Asoro            | 20          | 307'        | 3           | 2              | 0           | 0            | 3               | 170'            | 0               | 0               | 0               | 0               | 0         | 0'        | 0           | 0              | 0         | 0            | 23    | 477'  | 3           | 2              | 0      | 0            |
| -  | A  |      | Simon Elisor          | 9           | 327'        | 0           | 3              | 0           | 0            | 2               | 112'            | 1               | 0               | 0               | 0               | 0         | 0'        | 0           | 0              | 0         | 0            | 11    | 439'  | 1           | 3              | 0      | 0            |
| -  | M  |      | Arthur Atta           | 2           | 47'         | 0           | 0              | 1           | 0            | 0               | 0'              | 0               | 0               | 0               | 0               | 0         | 0'        | 0           | 0              | 0         | 0            | 2     | 47'   | 0           | 0              | 1      | 0            |
| -  | D  |      | Fali Candé            | 8           | 505'        | 0           | 1              | 1           | 0            | 0               | 0'              | 0               | 0               | 0               | 0               | 0         | 0'        | 0           | 0              | 0         | 0            | 8     | 505'  | 0           | 1              | 1      | 0            |
| -  | A  |      | Malick Mbaye          | 0           | 0'          | 0           | 0              | 0           | 0            | 1               | 6'              | 0               | 0               | 0               | 0               | 0         | 0'        | 0           | 0              | 0         | 0            | 1     | 6'    | 0           | 0              | 0      | 0            |

### Discipline

#### En Ligue 2
- Nombre de cartons jaunes : 55
- Nombre de cartons rouges : 0
- Joueur ayant obtenu le plus de cartons jaunes :  Matthieu Udol et  Sadibou Sané (6 )
- Premier carton jaune :  Maxime Colin ( 15e vs Rodez AF, J2)
- Premier carton rouge : Aucun
- Carton jaune le plus rapide :  Maxime Colin ( 15e vs Rodez AF, J2)
- Carton jaune le plus tardif :  Matthieu Udol ( 93e vs FC Lorient, J5)
- Carton rouge le plus rapide : Aucun
- Carton rouge le plus tardif : Aucun
- Plus grand nombre de cartons jaunes dans un match : 4 , 2 fois - vs Rodez AF (1-3, J2) et AC Ajaccio (0-1, J24)
- Plus grand nombre de cartons rouges dans un match : Aucun

#### En Coupe de France
- Nombre de cartons jaunes : 2
- Nombre de cartons rouges : 0

#### Toutes compétitions confondues
- Joueur ayant le plus joué :   Gauthier Hein (3508 minutes)
- Joueur de champ ayant le plus joué :  Gauthier Hein (3508 minutes)

#### En Ligue 2
- Joueur ayant le plus joué :  Gauthier Hein (2951 minutes)
- Joueur de champ ayant le plus joué :  Gauthier Hein (2951 minutes)

#### En Coupe de France
- Joueurs ayant le plus joué :  Matthieu Udol,  Aboubacar Lô et   Alexis Mirbach (270 minutes)

### Récompenses
- Trophées UNFP « Joueur du mois » : Cheikh Sabaly en Septembre 2024.

Mise à jour après les matchs joués, au 21 mai 2025

## Grenat du mois
Le club fait voter ses supporters pour désigner un joueur du mois parmi l'effectif, il est appelé le Grenat du mois.
| Mois      | Vainqueurs         | Réf.   |
| --------- | ------------------ | ------ |
| Août      | Ismaël Traoré      | [ 89 ] |
| Septembre | Cheikh Sabaly      | [ 90 ] |
| Octobre   | Gauthier Hein      | [ 91 ] |
| Novembre  | Gauthier Hein (2)  | [ 92 ] |
| Décembre  | Gauthier Hein (3)  | [ 93 ] |
| Janvier   | Pape Amadou Diallo | [ 94 ] |
| Février   | Idrissa Gueye      | [ 95 ] |
| Mars      | Gauthier Hein (4)  | [ 96 ] |
| Avril     | Matthieu Udol      | [ 97 ] |
| Mai       | Matthieu Udol (2)  | [ 98 ] |

## Équipe réserve et jeunes

### Équipe réserve
Pour la saison 2024-2025, l'équipe réserve du FC Metz évolue de nouveau en National 3, soit le cinquième niveau de la hiérarchie du football en France.

#### Championnat de France de National 3 - Groupe H
| Date              | Journée | Adversaire                   | Lieu                            | Score | Buteurs messins                                                                | Clas. | Référence |
| ----------------- | ------- | ---------------------------- | ------------------------------- | ----- | ------------------------------------------------------------------------------ | ----- | --------- |
| 24 août 2024      | J01     | Pontarlier CA                | Stade Paul Robbe                | 1 - 2 | Joel Asoro 21e 45e                                                             | 3e    | [ 100 ]   |
| 31 août 2024      | J02     | FCO Strasbourg Koenigshoffen | Complexe sportif de Marly       | 3 - 3 | Malick Mbaye 37e Joseph Mangondo 73e 96e                                       | 2e    | [ 101 ]   |
| 7 septembre 2024  | J03     | US Sarre-Union               | Stade Omnisports de Sarre-Union | 1 - 1 | Joseph Mangondo 93e                                                            | 1er   | [ 102 ]   |
| 22 septembre 2024 | J04     | US Raon l'Étape              | Stade Dezavelle                 | 1 - 1 | Charles Divialle 25e                                                           | 5e    | [ 103 ]   |
| 5 octobre 2024    | J05     | ASM Belfort FC               | Stade Roger-Serzian             | 2 - 3 | Edouard Soumah Abbad 31e, Joseph Mangondo 35e, Morgan Bokele 79e               | 2e    | [ 104 ]   |
| 19 octobre 2024   | J06     | Jura Dolois Football         | Complexe sportif de Marly       | 0 - 1 |                                                                                | 5e    | [ 105 ]   |
| 2 novembre 2024   | J07     | Racing Besançon              | Stade Léo-Lagrange              | 2 - 1 | Joseph Mangondo 43e                                                            | 6e    | [ 106 ]   |
| 9 novembre 2024   | J08     | FC Sochaux-Montbéliard rés.  | Stade René Blum                 | 2 - 0 |                                                                                | 7e    | [ 107 ]   |
| 23 novembre 2024  | J09     | Sarreguemines FC             | Complexe sportif de Marly       | 4 - 1 | Aymar Ngueni Bong csc, Ismaël Guerti 58e, Alpha Touré 75e, Joseph Mangondo 90e | 5e    | [ 108 ]   |
| 7 décembre 2024   | J10     | Besançon Football            | Stade Léo-Lagrange              | 0 - 2 | Ismaël Guerti 66e, Tahirys Dos Santos 80e                                      | 4e    | [ 109 ]   |
| 14 décembre 2024  | J11     | RC Strasbourg-Alsace rés.    | Complexe sportif de Marly       | 0 - 1 |                                                                                | 4e    | [ 110 ]   |
| 11 janvier 2025   | J12     | SR Colmar                    | Colmar Stadium                  | 3 - 0 |                                                                                | 6e    | [ 111 ]   |
| 18 janvier 2025   | J13     | ES Thaon                     | Complexe sportif de Marly       | 0 - 0 |                                                                                | 8e    | [ 112 ]   |
| 25 janvier 2025   | J14     | FCO Strasbourg Koenigshoffen | Stade Charles Frey              | 0 - 0 |                                                                                | 7e    | [ 113 ]   |
| 8 février 2025    | J15     | US Sarre-Union               | Complexe sportif de Marly       | 0 - 1 |                                                                                | 8e    | [ 114 ]   |
| 15 février 2025   | J16     | US Raon l'Étape              | Stade de la Haie le Doyen       | 4 - 5 | Yaniss Mladjao 10e, 19e, Cleo Meilieres 21e, 65e, Antonin Melis 39e            | 8e    | [ 115 ]   |
| 23 février 2025   | J17     | ASM Belfort FC               | Complexe sportif de Marly       | 2 - 0 | Cleo Melieres 20e, Joris Manquant 48e                                          | 6e    | [ 116 ]   |
| 8 mars 2025       | J18     | Jura Dolois Football         | Stade Robert-Bobin              | 2 - 1 | Joseph Mangondo 61e                                                            | 8e    | [ 117 ]   |
| 16 mars 2025      | J19     | Racing Besançon              | Complexe sportif de Marly       | 2 - 0 | Joseph Mangondo 1re, 30e                                                       | 7e    | [ 118 ]   |
| 22 mars 2025      | J20     | FC Sochaux-Montbéliard rés.  | Complexe sportif de Marly       | 2 - 2 | Charles Divialle 75e, Antonin Melis 83e                                        | 7e    | [ 119 ]   |
| 5 avril 2025      | J21     | Sarreguemines FC             | Stade de la Blies               | 0 - 4 | Ismaël Guerti 21e, Cleo Melieres 39e, Mahi Gnemagnon 78e, Wassim Bahri 88e     | 6e    | [ 120 ]   |
| 12 avril 2025     | J22     | Besançon Football            | Complexe sportif de Marly       | 4 - 0 | Ismaël Guerti 17e, 63e, Diego Duarte 68e, Yaniss Mladjao 69e                   | 5e    | [ 121 ]   |
| 19 avril 2025     | J23     | RC Strasbourg-Alsace rés.    | Stade Jean Nicolas Muller       | 2 - 1 | Antonin Melis 77e                                                              | 7e    | [ 122 ]   |
| 26 avril 2025     | J24     | SR Colmar                    | Complexe sportif de Marly       | 3 - 1 | Nathan Mbala 63e, 90e, Wassim Bahri 90e                                        | 6e    | [ 123 ]   |
| 10 mai 2025       | J25     | ES Thaon                     | Stade Armand Lederlin           | 4 - 3 | Joris Manquant 44e, Cleo Melieres 89e, Mouhamadou Cisse 90e                    | 7e    | [ 124 ]   |
| 17 mai 2025       | J26     | Pontarlier CA                | Complexe sportif de Marly       | 2 - 0 | Joris Manquant 50e, Wassim Bahri 65e                                           | 5e    | [ 125 ]   |

#### Classement
| Rang | Équipe                       | Pts  | J  | G  | N  | P  | Bp | Bc | Diff |
| ---- | ---------------------------- | ---- | -- | -- | -- | -- | -- | -- | ---- |
| 1    | SR Colmar R                  | 49   | 26 | 15 | 4  | 7  | 54 | 27 | +27  |
| 2    | Racing Besançon R            | 48   | 26 | 14 | 6  | 6  | 39 | 26 | +13  |
| 3    | FC Sochaux-Montbéliard rés.  | 45   | 26 | 13 | 6  | 7  | 41 | 30 | +11  |
| 4    | CA Pontarlier                | 40   | 26 | 11 | 7  | 8  | 35 | 35 | 0    |
| 5    | FC Metz rés.                 | 39   | 26 | 11 | 6  | 9  | 46 | 34 | +12  |
| 6    | RC Strasbourg rés.           | 37   | 26 | 11 | 4  | 11 | 47 | 52 | -5   |
| 7    | Jura Dolois Football         | 36-1 | 26 | 10 | 7  | 9  | 33 | 29 | +4   |
| 8    | ASM Belfort FC               | 34   | 26 | 9  | 7  | 10 | 39 | 41 | -2   |
| 9    | ES Thaon                     | 32   | 26 | 7  | 11 | 8  | 36 | 40 | -4   |
| 10   | Sarreguemines FC P           | 31   | 26 | 9  | 4  | 13 | 41 | 59 | -18  |
| 11   | Besançon Football            | 31   | 26 | 8  | 7  | 11 | 33 | 42 | -9   |
| 12   | US Sarre-Union               | 30   | 26 | 7  | 9  | 10 | 28 | 29 | -1   |
| 13   | US Raon-l'Étape              | 25   | 26 | 6  | 7  | 13 | 41 | 50 | -9   |
| 14   | FCO Strasbourg Koenigshoffen | 22   | 26 | 5  | 7  | 14 | 29 | 48 | -19  |

Promotion en National 2
- 1er : promotion

Relégation en Régional 1
- 11e à 14e : relégation

Abréviations
R : Relegué de National 2 2023-2024
P : Promu de Régional 1

### Classement des buteurs de la réserve
| Rang | Joueur          | N3 |
| ---- | --------------- | -- |
| 1    | Joseph Mangondo | 9  |
| 2    | Ismaël Guerti   | 5  |
| 3    | Cléo Mélières   | 5  |

### Centre de formation
Francis De Taddeo est le directeur du centre de formation. Le tableau ci-dessous présente la composition des staffs techniques pour chaque équipe du centre de formation du FC Metz pour la saison 2024-2025,.
| Équipe            | Entraîneur          | Adjoint                        |
| ----------------- | ------------------- | ------------------------------ |
| Équipe National 3 | Christophe Delmotte |                                |
| Équipe U19        | Stéphane Léoni      | Mehdi Bourtal                  |
| Équipe U17        | Toifilou Maoulida   | Pierre Zimmer et Kylian Metais |
| Équipe U14        | Aurélien Ferrari    |                                |
| Équipe U13        | Mohcène Benabid     |                                |

## Féminines

### Senior féminine
L’équipe senior féminine du FC Metz joue pour la saison 2024-2025 dans le championnat de Seconde Ligue soit le deuxième échelon national.

#### Championnat de France de Seconde Ligue
| Date              | Journée | Adversaire             | Lieu                          | Score | Buteuses messines                                                                    | Clas. | Référence |
| ----------------- | ------- | ---------------------- | ----------------------------- | ----- | ------------------------------------------------------------------------------------ | ----- | --------- |
| 15 septembre 2024 | J01     | RC Lens                | Stade Dezavelle               | 0 - 0 | -                                                                                    | 5e    | [ 129 ]   |
| 22 septembre 2024 | J02     | OGC Nice               | Stade de la Plaine du Var     | 1 - 1 | Luisa Oliveira Bras 72e                                                              | 7e    | [ 130 ]   |
| 29 septembre 2024 | J03     | US Saint-Malo          | Stade Dezavelle               | 2 - 0 | Seynabou Mbengue 26e, Inès Boutaleb 60e                                              | 5e    | [ 131 ]   |
| 6 octobre 2024    | J04     | Le Mans FC             | Parc des Sports La Californie | 2 - 1 | Seynabou Mbengue 36e                                                                 | 7e    | [ 132 ]   |
| 13 octobre 2024   | J05     | Olympique de Marseille | OM Campus                     | 2 - 1 | Justine Rougemont 25e                                                                | 8e    | [ 133 ]   |
| 20 octobre 2024   | J06     | Toulouse FC            | Stade Dezavelle               | 0 - 3 | -                                                                                    | 8e    | [ 134 ]   |
| 3 novembre 2024   | J07     | Thonon Évian GG FC     | Stade Dezavelle               | 0 - 0 | -                                                                                    | 9e    | [ 135 ]   |
| 10 novembre 2024  | J08     | LOSC Lille             | Complexe sportif Stadium 2    | 1 - 0 | -                                                                                    | 10e   | [ 136 ]   |
| 8 décembre 2024   | J09     | Rodez AF               | Stade de Varbre 2             | 2 - 2 | Maud Antoine 70e, Justine Rougemont 80e                                              | 10e   | [ 137 ]   |
| 19 janvier 2025   | J10     | US Orléans             | Stade de la Source            | 0 - 0 | -                                                                                    | 9e    | [ 138 ]   |
| 2 février 2025    | J11     | Olympique de Marseille | Stade Dezavelle               | 2 - 0 | Seynabou Mbengue 20e, Mélissa Bethi 75e                                              | 8e    | [ 139 ]   |
| 16 février 2025   | J12     | US Saint-Malo          | Stade de Marville             | 3 - 0 |                                                                                      | 8e    | [ 140 ]   |
| 2 mars 2025       | J13     | Le Mans FC             | Stade Dezavelle               | 1 - 1 | Anais Lambert 63e                                                                    | 8e    | [ 141 ]   |
| 16 mars 2025      | J14     | Toulouse FC            | Stade de la Ramée             | 1 - 0 |                                                                                      | 8e    | [ 142 ]   |
| 23 mars 2025      | J15     | Rodez AF               | Stade Dezavelle               | 4 - 1 | Justine Rougemont 30e, Inès Boutaleb 33e, Amélie Joseph 66e, Luisa Oliveira Bras 82e | 8e    | [ 143 ]   |
| 13 avril 2025     | J16     | LOSC Lille             | Stade Saint-Symphorien        | 2 - 4 | Seynabou Mbengue 37e, Kady Coulibaly 90e                                             | 9e    | [ 144 ]   |
| 20 avril 2025     | J17     | RC Lens                | Stade Bollaert-Delelis        | 2 - 3 | Seynabou Mbengue 35e, 42e, Justine Rougemont 46e                                     | 8e    | [ 145 ]   |
| 27 avril 2025     | J18     | US Orléans             | Stade Dezavelle               | 4 - 1 | Justine Rougemont 30e, 46e, Inès Boutaleb 90+1e, Amélie Joseph 90+6e                 | 7e    | [ 146 ]   |
| 11 mai 2025       | J19     | OGC Nice               | Stade Dezavelle               | 1 - 1 | Inès Boutaleb 86e                                                                    | 7e    | [ 147 ]   |
| 18 mai 2025       | J20     | Thonon Évian GG FC     | Stade Joseph Moynat           | 0 - 2 | Justine Rougemont 45e, Assia Bouktit 47e                                             | 6e    | [ 148 ]   |

### Classement
| \| Rang \| Équipe \| Pts \| J \| G \| N \| P \| Bp \| Bc \| Diff \| \| ---- \| ---------------------- \| --- \| -- \| -- \| - \| -- \| -- \| -- \| ---- \| \| 1 \| RC Lens \| 42 \| 19 \| 13 \| 3 \| 3 \| 51 \| 21 \| +30 \| \| 2 \| Olympique de Marseille \| 39 \| 18 \| 12 \| 3 \| 3 \| 40 \| 20 \| +20 \| \| 3 \| Toulouse FC P \| 37 \| 18 \| 11 \| 4 \| 3 \| 33 \| 18 \| +15 \| \| 4 \| Le Mans FC \| 28 \| 18 \| 8 \| 4 \| 6 \| 24 \| 20 \| +4 \| \| 5 \| US Saint-Malo P \| 24 \| 18 \| 6 \| 6 \| 6 \| 27 \| 30 \| -3 \| \| 6 \| LOSC Lille R \| 24 \| 19 \| 7 \| 3 \| 9 \| 36 \| 32 \| +4 \| \| 7 \| FC Metz \| 21 \| 18 \| 5 \| 6 \| 7 \| 23 \| 24 \| -1 \| \| 8 \| Thonon Évian GG FC \| 21 \| 18 \| 5 \| 6 \| 7 \| 18 \| 30 \| -12 \| \| 9 \| US Orléans \| 16 \| 18 \| 5 \| 1 \| 12 \| 24 \| 32 \| -8 \| \| 10 \| OGC Nice \| 14 \| 18 \| 4 \| 2 \| 12 \| 17 \| 48 \| -31 \| \| 11 \| Rodez AF \| 13 \| 18 \| 3 \| 4 \| 11 \| 21 \| 39 \| -18 \| | Promotion en Première Ligue 2025-2026 - 1er et 2e : promotion Relégation en Division 3 - 11e : relégation Abréviations R : Relégué de Division 1 P : Promus de Division 3 |     |    |    |   |    |    |    |      |
| Rang | Équipe | Pts | J  | G  | N | P  | Bp | Bc | Diff |
| 1 | RC Lens | 42  | 19 | 13 | 3 | 3  | 51 | 21 | +30  |
| 2 | Olympique de Marseille | 39  | 18 | 12 | 3 | 3  | 40 | 20 | +20  |
| 3 | Toulouse FC P | 37  | 18 | 11 | 4 | 3  | 33 | 18 | +15  |
| 4 | Le Mans FC | 28  | 18 | 8  | 4 | 6  | 24 | 20 | +4   |
| 5 | US Saint-Malo P | 24  | 18 | 6  | 6 | 6  | 27 | 30 | -3   |
| 6 | LOSC Lille R | 24  | 19 | 7  | 3 | 9  | 36 | 32 | +4   |
| 7 | FC Metz | 21  | 18 | 5  | 6 | 7  | 23 | 24 | -1   |
| 8 | Thonon Évian GG FC | 21  | 18 | 5  | 6 | 7  | 18 | 30 | -12  |
| 9 | US Orléans | 16  | 18 | 5  | 1 | 12 | 24 | 32 | -8   |
| 10 | OGC Nice | 14  | 18 | 4  | 2 | 12 | 17 | 48 | -31  |
| 11 | Rodez AF | 13  | 18 | 3  | 4 | 11 | 21 | 39 | -18  |